# Moksa Wikipédia
A moksa Wikipédia a Wikipédia projekt moksa nyelvű változata, szabadon szerkeszthető internetes enciklopédia. A wiki-inkubátorban  2007 szeptemberében hozták létre. 2008. május 26-án, az erza Wikipédiával egyszerre indult.
2012. február 1-jén 1034 szócikket tartalmazott, ezzel a 214. helyen állt a wikipédiák szócikkszám szerinti rangsorában.

## Mérföldkövek
- 2008. május 26. - elindul az oldal
- Jelenlegi szócikkek száma: 7 590